# 蘭迪德諾足球會
蘭迪德諾足球會（Llandudno Football Club），是一家位於英國威爾斯蘭迪德諾的足球會，成立於1988年，現時於威爾斯足球超級聯賽角逐。2015–16年，蘭迪德諾足球會取得聯賽第 3 名，獲得歐霸盃外圍賽參賽權。2016–17年歐霸盃，蘭迪德諾足球會首次參賽，最後在外圍賽第一圈出局。

## 歐洲賽
| 球季    | 賽事   | 圈數         | 球隊   | 主場 | 作客 | 總比數 |  |
| ------- | ------ | ------------ | ------ | ---- | ---- | ------ |  |
| 2016–17 | 歐霸盃 | 外圍賽第一圈 | 哥登堡 | 1–2  | 0–5  | 1–7    |  |

## 外部連結
- 蘭迪德諾足球會官方網站 （页面存档备份，存于）